# Isosorbide dinitrate
Isosorbide dinitrate (ISDN) là một loại thuốc được sử dụng để điều trị bệnh suy tim, co thắt thực quản, và để điều trị và ngăn ngừa đau ngực do không đủ lưu lượng máu đến tim. Người ta cũng thấy rằng thuốc này là đặc biệt hữu ích trong điều trị suy tim do rối loạn chức năng tâm thu khi sử dụng cùng với hydralazine ở người da đen. Thuốc được đưa vào cơ thể qua đường miệng hoặc đặt dưới lưỡi.
Các tác dụng phụ thường gặp bao gồm nhức đầu, choáng váng với đứng và mờ mắt. Các tác dụng phụ nghiêm trọng hơn có thể có như huyết áp thấp. Không rõ liệu sử dụng trong thai kỳ có an toàn cho em bé hay không. Thuốc không nên được sử dụng kết hợp cùng với các loại thuốc trong họ sildenafil. ISDN nằm trong nhóm thuốc nitrate và hoạt động bằng cách làm giãn mạch máu.
Isosorbide dinitrate được biết đến lần đầu tiên vào năm 1939. Nó nằm trong danh sách các thuốc thiết yếu của Tổ chức Y tế Thế giới, tức là nhóm các loại thuốc hiệu quả và an toàn nhất cần thiết trong một hệ thống y tế. ISDN có sẵn dưới dạng thuốc gốc. Chi phí bán buôn ở các nước đang phát triển là khoảng 6,36 USD cho mỗi tháng. Tại Hoa Kỳ, chi phí là ít hơn 25 USD mỗi tháng. Một dạng có tác dụng dài cũng tồn tại.